# The Idiot (album)
The Idiot je první sólové studiové album amerického zpěváka Iggy Popa. Jeho nahrávání probíhalo v Mnichově a Berlíně v Německu a v Hérouville ve Francii od července 1976 do února 1977. Album produkoval David Bowie a vyšlo v březnu 1977 u vydavatelství RCA Records.

## Seznam skladeb
| Pořadí | Název           | Autor                                | Délka |
| ------ | --------------- | ------------------------------------ | ----- |
| 1.     | Sister Midnight | Iggy Pop, David Bowie, Carlos Alomar | 4:19  |
| 2.     | Nightclubbing   | Pop, Bowie                           | 4:14  |
| 3.     | Funtime         | Pop, Bowie                           | 2:54  |
| 4.     | Baby            | Pop, Bowie                           | 3:24  |
| 5.     | China Girl      | Pop, Bowie                           | 5:08  |
| 6.     | Dum Dum Boys    | Pop, Bowie                           | 7:12  |
| 7.     | Tiny Girls      | Pop, Bowie                           | 2:59  |
| 8.     | Mass Production | Pop, Bowie                           | 8:24  |

## Obsazení
- Iggy Pop – zpěv
- David Bowie – klávesy, syntezátory, kytara, klavír, saxofon, xylofon, doprovodný zpěv
- Carlos Alomar – kytara
- Dennis Davis – bicí
- George Murray – baskytara
- Phil Palmer – kytara
- Michel Santangeli – bicí
- Laurent Thibault – baskytara